# مورين ريغان
مورين ريغان (بالإنجليزية: Maureen Reagan)‏ (و. 1941 – 2001 م) هي ممثلة من الولايات المتحدة الأمريكية . ولدت في لوس أنجلوس .
وهي عضوة في الحزب الجمهوري .

## روابط خارجية
- مورين ريغان على موقع IMDb (الإنجليزية)
- مورين ريغان على موقع إن إن دي بي (الإنجليزية)
- مورين ريغان على موقع ديسكوغز (الإنجليزية)